# Glenn Dubin
Glenn Russell Dubin, född 13 april 1957, är en amerikansk företagsledare och filantrop.
Han är medgrundare för den multinationella hedgefonden Highbridge Capital Management, LLC, där han också var delad VD mellan 1992 och 2009, VD mellan 2009 och 2013 och styrelseordförande mellan 1992 och 2014. Han är också en av de ursprungliga ledamöterna för välgörenhetsstiftelsen Robin Hood Foundation, som grundades 1988 och är till för att bekämpa fattigdom i New York, New York.
Dubin avlade en kandidatexamen i nationalekonomi vid Stony Brook University. Den amerikanska ekonomitidskriften Forbes rankar Dubin till att vara världens 1 321:a rikaste med en förmögenhet på två  miljarder amerikanska dollar för den 23 juli 2020.
Han är gift med den svenska före detta fotomodellen och programledaren Eva Andersson sedan 1994.